# دومينيك بنسيهارد
دومينيك بنسيهارد (بالفرنسية: Dominique Besnehard)‏
```
هو 
منتج أفلام
 
وممثل
 
فرنسي
، ولد في 5 فبراير 1954 في 
فرنسا
.
[
5
]
[
6
]
```

## أعمال

### أفلام
- (1981) ديفا
- (2013) العشق[7]

## وصلات خارجية
- دومينيك بنسيهارد على موقع IMDb (الإنجليزية)
- دومينيك بنسيهارد على موقع قاعدة بيانات الأفلام العربية
- دومينيك بنسيهارد على موقع ألو سيني (الفرنسية)
- دومينيك بنسيهارد على موقع أول موفي (الإنجليزية)
- دومينيك بنسيهارد على موقع قاعدة بيانات الأفلام السويدية (السويدية)
- دومينيك بنسيهارد على موقع قاعدة بيانات الفيلم (الإنجليزية)
- دومينيك بنسيهارد على موقع كينوبويسك (الروسية)